# Borcsa János
Borcsa János (Kézdivásárhely, 1953. július 29. –) romániai magyar irodalomkritikus, tanár, könyvkiadó.

## Életpályája
Szülei: Borcsa Gyula és Molnár Ilona. Az általános iskolát Kézdiszentléleken, a középiskolai tanulmányait Kézdivásárhelyen, az elméleti líceumban végezte. 1972–1976 között a kolozsvári Babeș–Bolyai Tudományegyetem magyar-orosz szakos hallgatója volt. 1976–1977 között a kézdivásárhelyi Reál-Humán Líceum tanára volt. 1977–1990 között, valamint 1992–2012 között a szentkatolnai általános iskolában oktat. 1990–1991 között a kolozsvári Dacia Könyvkiadó lektora volt. 1991–1992 között a Bod Péter Tanítóképző tanára volt.
Tagja a Romániai Írók Szövetségének (1990), a Magyar Írószövetségnek (1996), az Erdélyi Magyar Írók Ligájának (2002), az Erdélyi Múzeum-Egyesületnek (1994), a Romániai Magyar Pedagógusok Szövetségének.Részt vett nemzetközi irodalomtudományi konferenciákon és írói tanácskozásokon: Kolozsváron (1992, 1996, 2001, 2002, 2003, 2006), Budapesten (1993, 2014), Pozsonyban (1998), Árkoson (1994, 1996, 2009, 2012), Hargitafürdőn (2001), Kovásznán (1997), Gyergyószárhegyen (2012, 2014). A Magyar Írószövetség Kritikai Szakosztályának vezetőségi tagja 2002–2007 között.
1998-ban Kézdivásárhelyen megalakítja és azóta vezeti az Ambrózia Kiadót.
Szentkatolnán Bálint Gábor- és Bálint Benedek-emlékkonferenciák és -ünnepségek egyik szervezője (1994, 1996, 2004, 2009).

## Magánélete
1989-ben házasságot kötött Kerekes Irén Máriával. Egy lányuk született: Imola (1990).

## Művei
- Megtartó formák (irodalomkritikai kísérletek, Bukarest, Kriterion Könyvkiadó, 1984, Forrás sorozat)
- Szentkatolnai Bálint Gábor (szerkesztés, tanulmányok, Kolozsvár, Erdélyi Múzeum-Egyesület, 1994, Erdélyi Tudományos Füzetek 217.)
- Szövegközelben – létközelben (tanulmányok, Marosvásárhely, Mentor Kiadó, 1994)
- Szövegszigettenger (glosszák, kritikák, tanulmányok, Kolozsvár, Komp-Press Korunk Baráti Társaság, 1997)
- Szentkatolnai Bálint Benedek (szerkesztés, tanulmányok, Kézdivásárhely, Ambrózia Kiadó, 1998)
- Méliusz József (monográfia, Bukarest–Kolozsvár, Kriterion Könyvkiadó, 2001)
- Irodalmi horizontok (reflexiók, tanulmányok, interjúk, Kolozsvár, Komp-Press Korunk Baráti Társaság, 2005)
- Őrzők és ébresztők (publicisztikai írások és kritikák, Kézdivásárhely, Ambrózia Kiadó, 2007)
- Merítés (kritikák, tanulmányok, jegyzetek, Kolozsvár, Kriterion Könyvkiadó, 2009)
- Kézdiszentléleki breviárium (szerkesztés, Kézdivásárhely, Ambrózia Kiadó, 2009)
- Értékkeresők – értékalkotók (kritikák, portrék, tanulmányok, Kolozsvár, Kriterion Könyvkiadó, 2012)
- Nehéz hűség (jegyzetek, Kolozsvár, Kriterion Könyvkiadó, 2014
- Írói üzenetek nyomában. Kritikák, tanulmányok, jegyzetek; Kriterion, Kolozsvár, 2016

## Díjai, kitüntetései
- A Romániai Írók Szövetségének Debüt-díja (1986)
- A Hét nívódíja (1994)
- Soros-ösztöndíj (1994)
- A Romániai Magyar Pedagógusok Szövetségének Díszoklevele (1997)
- Az irodalomtudományok doktora (2000)
- Apáczai-díj (a Romániai Magyar Pedagógusok Szövetsége Tudományos Tanácsa részéről, 2012)
- A csíkszeredai Székelyföld kulturális folyóirat díja (2014)
- Magyar Arany Érdemkereszt a Kárpát-medencei magyar kultúra feltérképezését és népszerűsítését szolgáló publikációs tevékenysége elismeréseként (2018)[3]
- Kézdivásárhely Pro Urbe díja (2024)[4]